# Pont de la Vierge noire
Ne doit pas être confondu avec Pont de Seyssel.
Le pont de la Vierge noire ou Vieux pont de Seyssel, est un pont suspendu franchissant le Rhône entre les communes de Seyssel (Ain) et de Seyssel (Haute-Savoie). Il est constitué de 2 travées de portée maximale de 40 m suspendues autour d'un pilier central.

## Présentation
Il a été construit entre 1838 et 1840 par l’État français pour un coût de 50 000 francs. Il fait suite à une succession de ponts en bois qui étaient régulièrement endommagés ou détruits par les crues. Le dernier pont en bois avait été bâti vers 1822 et emporté en 1834.
En 1856, les villageois ont fait ajouter une statue de la vierge qui a été sculptée par Roche et Vaganay de Lyon en pierre blanche de Saint-Just pour une somme de 4000 à 5 000 francs. Elle a été inaugurée le 29 juin par les évêques de Belley et d'Annecy.
Il a perdu de son importance à la fin du XXe siècle car il ne pouvait plus supporter le trafic moderne et a donc été secondé d'abord par un pont provisoire en 1970 puis par l'actuel pont à haubans à partir de 1987. Sa charge maximale était limitée à 12 tonnes en 1909 et à 3,5 tonnes dans les années 1990. Il a été détruit par le génie français en juin 1940 alors que l'armée allemande approchait mais il a été rebâti peu après.